# Rattini
Rattini – plemię ssaków z podrodziny myszy (Murinae) w obrębie rodziny myszowatych (Muridae).

## Zasięg występowania
Plemię obejmuje gatunki występujące na wszystkich kontynentach (oprócz Antarktydy).

## Podział systematyczny
Do plemienia należą następujące rodzaje:

- Maxomys Sody, 1936 – myszor
- Crunomys O. Thomas, 1897 – ryjomysiak
- Echiothrix J.E. Gray, 1867 – kolcoszczur
- Paucidentomys Esselstyn, Achmadi & Rowe, 2012 – dwuząb – jedynym przedstawicielem jest Paucidentomys vermidax Esselstyn, Achmadi & Rowe, 2012 – dwuząb dżdżownicożerny
- Tateomys Musser, 1969 – szczurówka
- Melasmothrix G.S. Miller & Hollister, 1921 – czarnowłosek – jedynym przedstawicielem jest Melasmothrix naso G.S. Miller & Hollister, 1921 – czarnowłosek ryjówkowaty
- Hyorhinomys Esselstyn, Achmadi, Handika & Rowe, 2015 – jedynym przedstawicielem jest Hyorhinomys stuempkei Esselstyn, Achmadi, Handika & Rowe, 2015
- Sommeromys Musser & Durden, 2002 – myszaczek – jedynym przedstawicielem jest Sommeromys macrorhinus Musser & Durden, 2002 – myszaczek wielkonosy
- Gracilimus Rowe, Achmadi & Esselstyn, 2016 – jedynym przedstawicielem jest Gracilimus radix Rowe, Achmadi & Esselstyn, 2016
- Waiomys Rowe, Achmadi & Esselstyn, 2014 – jedynym przedstawicielem jest Waiomys mamasae Rowe, Achmadi & Esselstyn, 2014
- Saxatilomys Musser, A.L. Smith, M.F. Robinson & Lunde, 2005 – krasowiec – jedynym przedstawicielem jest Saxatilomys paulinae Musser, A.L. Smith, M.F. Robinson & Lunde, 2005 – krasowiec leśny
- Tonkinomys Musser, Lunde & Nguyen Truong Son, 2006 – jedynym przedstawicielem jest Tonkinomys daovantieni Musser, Lunde & Nguyen Truong Son, 2006
- Margaretamys Musser, 1961 – indoszczur
- Lenothrix G.S. Miller, 1903 – wełnowłos – jedynym przedstawicielem jest Lenothrix canus G.S. Miller, 1903 – wełnowłos sundajski
- Dacnomys O. Thomas, 1916 – wielkoząbek – jedynym przedstawicielem jest Dacnomys millardi O. Thomas, 1916 – wielkoząbek brązowawy
- Leopoldamys Ellerman, 1947 – wielkogon
- Chiromyscus O. Thomas, 1925 – rękoszczurek
- Niviventer J.T. Marshall, 1976 – białobrzuch
- Srilankamys Musser, 1981 – cejlonek – jedynym przedstawicielem jest Srilankamys ohiensis (W.W.A. Phillips, 1929) – cejlonek leśny
- Berylmys Ellerman, 1947 – białozębnik
- Papagomys Sody, 1941 – floresoszczur – jedynym żyjącym współcześnie przedstawicielem jest Papagomys armandvillei (Jentink, 1892) – floresoszczur endemiczny
- Paulamys Musser, 1986 – jaskinioszczurek – jedynym przedstawicielem jest Paulamys naso Musser, 1981 – jaskinioszczurek ryjówkowaty
- Komodomys Musser & Boeadi, 1980 – komodoszczur – jedynym przedstawicielem jest Komodomys rintjanus (Sody, 1941) – komodoszczur skalny
- Sundamys Musser & Newcomb, 1983 – sundoszczur
- Bullimus Mearns, 1905 – filipinoszczur
- Halmaheramys Fabre, Pagès, Musser, Fitriana, Semiadi & K.M. Helgen, 2013
- Taeromys Sody, 1941 – taerek
- Eropeplus G.S. Miller & Hollister, 1921 – futrzak – jedynym przedstawicielem jest Eropeplus canus G.S. Miller & Hollister, 1921 – futrzak sulaweski
- Lenomys O. Thomas, 1898 – wielkofutrzak – jedynym występującym współcześnie przedstawicielem jest Lenomys meyeri (Jentink, 1879) – wielkofutrzak sulaweski
- Bunomys O. Thomas, 1910 – pagórnik
- Frateromys Sody, 1941 – jedynym przedstawicielem jest Frateromys fratrorum (O. Thomas, 1896) – pagórnik braterski
- Nesokia J.E. Gray, 1842 – nesokia
- Bandicota J.E. Gray, 1873 – bandikot
- Diplothrix O. Thomas, 1916 – długowłosek – jedynym występującym współcześnie przedstawicielem jest Diplothrix legata (O. Thomas, 1906) – długowłosek okinawski
- Kadarsanomys Musser, 1981 – bamboszczur – jedynym przedstawicielem jest Kadarsanomys sodyi (Bartels, 1937) – bamboszczur leśny
- Baletemys Rowsey, M.R.M. Duya, Ibañez, Jansa, Rickart & Heaney, 2022 – jedynym przedstawicielem jest Baletemys kampalili Rowsey, M.R.M. Duya, Ibañez, Jansa, Rickart & Heaney, 2022
- Limnomys Mearns, 1905 – mszarniczek
- Tarsomys Mearns, 1905 – sierściuch
- Palawanomys Musser & Newcomb, 1983 – palawanek – jedynym przedstawicielem jest Palawanomys furvus Musser & Newcomb, 1983 – palawanek czekoladowy
- Abditomys Musser, 1982 – szerokoząbek – jedynym przedstawicielem jest Abditomys latidens (Sanborn, 1952) – szerokoząbek luzoński
- Tryphomys G.S. Miller, 1910 – ogorzałek – jedynym przedstawicielem jest Tryphomys adustus G.S. Miller, 1910 – ogorzałek luzoński
- Anonymomys Musser, 1981 – mindorowiec – jedynym przedstawicielem jest Anonymomys mindorensis Musser, 1981 – mindorowiec leśny
- Rattus G. Fischer, 1803 – szczur

Opisano również rodzaje wymarłe:
- Alormys Louys, O’Connor, Mahirta, Higgins, Hawkins & Maloney, 2018[6] – jedynym przedstawicielem był Alormys aplini Louys, O’Connor, Mahirta, Higgins, Hawkins & Maloney, 2018
- Hooijeromys Musser, 1981[7] – jedynym przedstawicielem był Hooijeromys nusatenggara Musser, 1981
- Milimonggamys Turvey, Crees, Hansford, Jeffree, Crumpton, Kurniawan, Setiyabudi, Guillerme, Paranggarimu, Dosseto & Van den Bergh, 2017[8] – jedynym przedstawicielem był Milimonggamys juliae Turvey, Crees, Hansford, Jeffree, Crumpton, Kurniawan, Setiyabudi, Guillerme, Paranggarimu, Dosseto & Van den Bergh, 2017
- Qianomys Zheng Shaohua, 1993[9] – jedynym przedstawicielem był Qianomys wui Zheng Shaohua, 1993
- Raksasamys Turvey, Crees, Hansford, Jeffree, Crumpton, Kurniawan, Setiyabudi, Guillerme, Paranggarimu, Dosseto & Van den Bergh, 2017[8] – jedynym przedstawicielem był Raksasamys tikusbesar Turvey, Crees, Hansford, Jeffree, Crumpton, Kurniawan, Setiyabudi, Guillerme, Paranggarimu, Dosseto & Van den Bergh, 2017
- Ratchaburimys Chaimanee, Suteethorn, Triamwichanon & Jaeger, 1996[10] – jedynym przedstawicielem był Ratchaburimys ruchae Chaimanee, Suteethorn, Triamwichanon & Jaeger, 1996
- Wushanomys Zheng Shaohua, 1993[11]